# Kirsten Roggenkamp

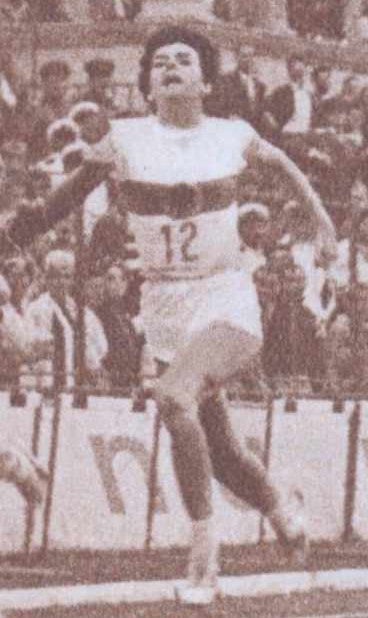
Kirsten Roggenkamp (1965)

Kirsten Roggenkamp (* 4. September 1945) ist eine ehemalige deutsche Sprinterin.
1966 siegte sie bei den Europäischen Hallenspielen in Dortmund mit Renate Meyer, Erika Rost und Hannelore Trabert in der 4-mal-160-Meter-Staffel und wurde bei den Leichtathletik-Europameisterschaften in Budapest Vierte über 200 m.
1966 wurde sie Deutsche Meisterin über 200 m und 1965 Deutsche Hallenmeisterin über 200 m.
Kirsten Roggenkamp startete für den TSV Siemensstadt Berlin.

## Persönliche Bestzeiten
- 100 m: 11,6 s, 6. August 1966, Hannover
- 200 m: 23,8 s, 1. September 1966, Budapest